# Culex kusaiensis
Culex kusaiensis är en tvåvingeart som beskrevs av Richard Mitchell Bohart 1956. Culex kusaiensis ingår i släktet Culex och familjen stickmyggor. Inga underarter finns listade i Catalogue of Life.